# Яготинский сахарный завод
Яготинский сахарный завод — бывшее предприятие пищевой промышленности в городе Яготин Яготинского района Киевской области Украины.

## История

### 1910 - 1917
Сахарорафинадный завод в волостном центре Яготин Пирятинского уезда Полтавской губернии был построен акционерным обществом в 1910-1911 годы. В сезон сахароварения 1913/1914 гг. на предприятии работали 21 постоянный и 360 сезонных работников и было переработано 3800 берковцев сахарной свеклы.
После Февральской революции 1917 года рабочие сахарного завода совместно с местными жителями участвовали в демонстрациях и в избрании Совета рабочих и солдатских депутатов.

### 1918 - 1991
2 января 1918 года в Яготине имело место выступление крестьян, которые прогнали управителей экономии сахарного завода и разобрали её имущество. В феврале 1918 года в Яготине была установлена Советская власть, но уже 12 марта 1918 года поселение оказалось в зоне боевых действий, а 16 февраля 1918 года его оккупировали немецкие войска (которые оставались здесь до ноября 1918 года).
5 февраля 1919 года в Яготине была восстановлена Советская власть, после возобновления работы ревкома и волостного партийного комитета сахарный завод был национализирован, но летом 1919 года Яготин заняли войска ВСЮР (которые оставались здесь до 7 декабря 1919 года).
После окончания боевых действий гражданской войны, в 1920 году началось восстановление предприятия (прекратившего работу в 1919 году). В ходе проведённой весной-летом 1920 года земельной реформы за сахарным заводом были закреплены 1500 десятин пахотной земли. Кроме того, в 1920 году при заводе были организованы начальная школа и школа ликвидации безграмотности.
В 1923 году при предприятии начала работу 7-летняя школа (на 200 учащихся), а часть земельного фонда завода передали крестьянам.
Осенью 1923 года с Барышевских торфоразработок на завод начало поступать топливо, и предприятие возобновило работу. В первый сезон сахароварения 1923/1924 гг. на предприятии в три смены работали 55 постоянных и 669 сезонных работников, которые перерабатывали 3726 берковцев сахарной свеклы в сутки.
После создания в 1930 году Яготинской МТС и механизации сельского хозяйства сахарный завод был преобразован в сахарный комбинат, который перерабатывал 12 тыс. центнеров свеклы в сутки.
В ходе Великой Отечественной войны 15 сентября 1941 года Яготин был оккупирован немецкими войсками, которые полностью разрушили сахарный завод и электростанцию. 21 сентября 1943 года Яготин был освобождён советскими войсками, после чего началось восстановление предприятия.
Осенью 1944 года Яготинский сахарный комбинат имени Ильича возобновил работу и дал первую продукцию.
В 1960 году свеклосовхоз сахарного комбината и объединённый колхоз им. Ильича объединились в совхоз им. Ильича.
В 1961 году комбинат перерабатывал 18 - 20 тыс. центнеров свеклы в сутки, но в соответствии с семилетним планом развития народного хозяйства (1959—1965) он был реконструирован и оснащён новым оборудованием, что позволило увеличить его производительность.
В 1965 году в Яготине был введён в эксплуатацию экспериментальный сахарный завод (полностью механизированное предприятие, которое служило базой для исследований новых технологий и методов производства) - единственное в СССР предприятие подобного рода.
В 1969 году совхоз им. Ильича был реорганизован в самостоятельное хозяйство - Яготинский свеклокомбинат, а сахарный комбинат был подчинен министерству пищевой промышленности СССР как предприятие общесоюзного значения.
В 1970 году Яготинский сахарный комбинат и Яготинский экспериментальный завод объединили в единое предприятие - Всесоюзное научно-производственное объединение "Сахар".
В целом, в советское время комбинат входил в число крупнейших предприятий города.

### После 1991
После провозглашения независимости Украины государственное предприятие было преобразовано в арендное предприятие.
В марте 1995 года Верховная Рада Украины внесла комбинат в перечень предприятий, приватизация которых запрещена в связи с их общегосударственным значением. В дальнейшем, после приватизации совхоза, комбинат был реорганизован в Яготинский сахарный завод.
В мае 1995 года Кабинет министров Украины утвердил решение о приватизации Яготинского сахарного завода, после чего арендное предприятие было преобразовано в открытое акционерное общество.
6 марта 2018 года ранее находившийся в собственности завода пешеходный мост на ул. Вокзальная был передан в коммунальную собственность города.